# 许绍发
许绍发（1947年—），中国男子乒乓球运动员。他曾获得1973年世界乒乓球锦标赛男子团体银牌和1975年世界乒乓球锦标赛男子团体金牌。 